# Colegio San Gabriel de Quito
El Colegio San Gabriel, ubicado en Quito, fue fundado por los jesuitas en 1862, y se ha desarrollado posteriormente para incluir pre-inicial, primaria y seis años secundarios. El colegio forma parte de: Federación Latinoamericana de Colegios Jesuitas, Confederación Ecuatoriana de Establecimientos de Educación Católica y la Red de Unidades Educativas Ignacianas del Ecuador.

## Historia
En 1862 el presidente Gabriel García Moreno trajo a los jesuitas a Ecuador y les encomendó el Colegio Nacional en Quito, el cual habían administrado en época colonial bajo el nombre San Luis, en el corazón del centro histórico de Quito. Lo rebautizaron como Colegio San Gabriel. Era subvencionado por el Estado, hasta que en 1901 el gobierno liberal forzó su privatización. En 1958 se muda a sus nuevas instalaciones en la Avenida de América y Rumipamba, en el del norte de la ciudad. En 2011, el Colegio San Gabriel creó una nueva unidad educativa, empezando con el primer grado de educación básica.
En el año 1958 cambia de locación para mantenerse en la avenida América y Mariana de Jesús. Las aulas desde el 2013, se crearon con la intención de cubrir las necesidades del nuevo proyecto Innov Acción XXI.

## Milagro de la Virgen del Colegio
De acuerdo a los relatos de sus testigos y a reportes de las autoridades jesuitas de Ecuador, el 20 de abril de 1906 ocurrió el denominado "Milagro de la Virgen del Colegio", ante la presencia de alumnos internos del Colegio San Gabriel de Quito, cuando un cuadro de la Dolorosa del Colegio abrió y cerró los ojos durante aproximadamente 15 minutos. Posteriormente, el papa Pío XII concedería la coronación canónica de la Dolorosa del Colegio y Juan Pablo II la declararía 'Patrona de la educación de la juventud'.